# Abel Kipsang
Abel Kipsang (22 november 1996) is een Keniaans middellangeafstandsloper, die is gespecialiseerd in de 1500 m. Hij nam eenmaal deel aan de Olympische Spelen en won hierbij geen medaille. Hij werd in 2022 op deze afstand ook Afrikaans kampioen.

## Biografie
Na een 4e plaats op de 800 m tijdens de Afrikaanse Spelen van 2019 kende Kipsang zijn internationale doorbraak in 2021: Kipsang maakte zijn olympisch debuut op de uitgestelde Olympische Spelen van 2020 in Tokio. In de finale van de 1500 m liep hij in een persoonlijk record van 3.29,56 naar de 4e plaats. In februari 2022 was Kipsang goed voor de bronzen medaille op de WK indoor, achter wereldkampioen Samuel Tefera en de Noor Jakob Ingebrigtsen. Later dat jaar werd Kipsang Afrikaans kampioen op de 1500 m. Op de WK van 2022 eindigde Kipsang 7e.

## Titels
- Afrikaans kampioen 1500 m - 2022
- Keniaans kampioen 1500 m - 2022

## Persoonlijke records
Outdoor
| Afstand | Prestatie | Datum            | Plaats    |
| ------- | --------- | ---------------- | --------- |
| 800 m   | 1.45,14   | 5 juli 2021      | Tomblaine |
| 1500 m  | 3.29,56   | 7 augustus 2021  | Tokio     |
| Mijl    | 3.50,87   | 28 mei 2022      | Eugene    |
| 3000 m  | 7.42,21   | 26 augustus 2021 | Lausanne  |

Indoor
| Afstand | Prestatie | Datum            | Plaats   |
| ------- | --------- | ---------------- | -------- |
| 1500 m  | 3.33,36   | 20 maart 2022    | Belgrado |
| 2000 m  | 4.57,21   | 17 februari 2022 | Liévin   |

## Belangrijkste resultaten

### 800 m
- 2019: 4e Afrikaanse Spelen - 1.45,43

### 1500 m
Kampioenschappen
- 2021: 4e OS - 3.29,56
- 2022: 7e WK - 3.31,21
- 2022:  Afrikaanse kampioenschappen - 3.36,57
- 2022: 4e Gemenebestspelen - 3.30,82
- 2022:  WK indoor - 3.33,36

Diamond League-podiumplaatsen
- 2022:  Doha Meeting - 3.35,70
- 2022:  British Grand Prix - 3.35,15
- 2022:  Athletissima - 3.29,93

### 4 x 100 m
- 2019: 5e in series Afrikaanse Spelen - 41,20